# Український військовий клуб імені гетьмана Павла Полуботка

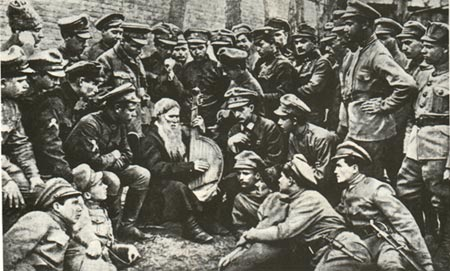
Вояки армії УНР на спочинку, 1917 рік

Украї́нський військо́вий клуб імені ге́тьмана Павла́ Полубо́тка — українська військова громадсько-політична організація самостійницького спрямування, створена Миколою Міхновським та його прихильниками, що діяла в Україні у березні-липні 1917 року і мала на меті українізацію військових частин, дислокованих на території України, та створення українських збройних сил.

## Передумови та причини створення
Перша світова війна спричинила величезні матеріальні втрати та людські жертви, що їх змушений був зазнавати український народ, захищаючи, по суті, чужі інтереси. По території України на 615 км простягнувся один з найбільших фронтів — Південно-Західний. У 1916 році був створений Румунський фронт, частина якого також дислокувалася на українських теренах. За статистичними даними на початок 1917 року із 6 798 000 військовиків дієвої російської армії і 2 260 000 солдатів, що перебували в запасних частинах, українці становили близько 3 500 000 осіб. Таким чином російське військо складалося з українців на 40 %, а Чорноморський флот — на 65 %.
Революційні процеси весни 1917 року спричинили потужну політизацію російської армії. Вона дедалі перетворювалася на силу, ніким не контрольовану — а ні командуванням, а ні військовими комітетами. Військо втягувалося у вир анархії та розкладу, найхарактернішим проявом яких стало масове дезертирство.
Для запобігання подібним процесам у березні-квітні 1917 року у тилових і фронтових частинах почали створюватись українські військові комітети — виборні армійські органи національного типу. Вояцтво у своїй масі захоплювалося ідеєю власної державності і виявило бажання зі зброєю в руках здобувати незалежність України. У той самий час керівництво українських військових комітетів стояло на демократичних позиціях, заперечуючи способи захоплення влади насильницьким шляхом. У їхній діяльності переважали тенденції підтримки офіційних рішень. Комітети взяли під свій контроль господарчі питання, видачу дозволів на відпустки та відрядження, намагалися здійснювати власну кадрову політику, організовувати та розвивати політичну пропаганду серед солдатських мас.

## Організація та діяльність військового клубу іменіПолуботка
Зростання українського військового руху вимагало створення єдиного керівного центру. Такий центр сформувався у Києві. Провідна роль у ньому належала колишньому основоположникові Революційної Української партії, поручикові Миколі Міхновському, який служив адвокатом при київському окружному суді. Разом зі своїми прихильниками і однодумцями — А. Степаненком, В. Отамановським, Ю. Ганом, В. Павленком, В. Євтимовичем — вони виступили за негайне формування національної регулярної армії. Вже 6 березня 1917 року Міхновський скликав перше українське підготовче віче Київського гарнізону, яке ухвалило рішення розпочати роботу, спрямовану на організацію українського війська. 9 березня відбулися перші збори українських офіцерів і солдатів Київського гарнізону, які постановили вважати себе Установчою Військовою Радою. 11 березня в Києві відбулося військове віче, на яке прибуло понад тисячу солдатів і офіцерів. За інформацією «Вістей з Української Центральної Ради» віче прийняло ухвалу про організацію Українського охочекомонного (на добровільних засадах) полку та обрало Тимчасове Військове Бюро із 7 членів.
В умовах розвалу російської царської армії ідея Миколи Міхновського про організацію українських військових частин отримала широкий розголос. 16 березня, у День свята революції, під час наради військових Київського гарнізону було прийнято рішення про заснування товариства «Український військовий клуб імені гетьмана Павла Полуботка» й організацію української армії. Після яскравого виступу поручика Миколи Міхновського, обраного головою клубу, присутні з великим натхненням одностайно ухвалили приступити до «згуртування всіх вояків-українців до негайної організації національної армії, яко могутньої своєї мілітарної сили, без якої не можна й помислити про здобуття повної волі України». Наступного тижня військовий клуб зусиллями Миколи Міхновського та сотника Гана почав діяти. Статут клубу, розроблений Міхновським, передбачав право утворення філіалів по всій Україні, а головною метою клубу було «гуртувати в одній сім'ї вояків, лікарів і військових урядників української національності». Завдання безпосередньої організації українських військових частин покладалося на Український Військовий Організаційний Комітет. Очолював його полковник Олександр Глинський. До складу президії Комітету входили:
- полковник Павло Волошинів (Волошин),
- капітан Ган,
- поручники Микола Міхновський і Гоц,
- прапорщик Віктор Павелко.

Рада Клубу опублікувала відозву до українських вояків, складену Миколою Міхновським:
«Пам'ятаймо, що на нашій землі стоїть упертий ворог і напружує останні сили, щоб прибрати до своїх цупких рук усю Україну. Товариші-браття! Не дамо Україну нікому! Полита кров'ю славних козаків запорожців, вкрита в цю війну горами нашого трупу — нехай встане вона до свого життя! Товариші-українці! Єднайтеся у свої українські гуртки. Єднайтеся з думкою про волю України, про її козацьку Силу!»
За прикладом Києва українські військові клуби було також засновано в багатьох містах України.

### Створення Першого українського козачого полку іменіХмельницького
Приблизно у той самий час полковник М. Глинський подав штабові Київського військового округу проєкт організації полку з усіх родів зброї загальною чисельністю 5600 багнетів. Коли полуботківці отримали відмову, ухвалили рішення — полк формувати самочинно, застосовуючи тактику «доконаних фактів», щоб створити прецедент організації першої української військової частини. Рада клубу Полуботка ухвалила «з усією енергією взятися до справи виділення з усіх запільних частин солдатів і офіцерів-українців на формування українських полків — піших, кінних, гарматних бригад, інженерних команд, команд флоту й авіації, з урядовою українською мовою та закликати усно до негайного формування таких частин, не оглядаючись на дозвіл». 18 квітня 1917 року у Києві під час проведення свята «Перших квіток» з ініціативи клубу імені гетьмана Полуботка, на яке зібралося майже 10 тисяч вояків Київського гарнізону, було оголошено про створення із солдатів-добровольців київського етапного пункту Першого Українського козачого полку імені гетьмана Богдана Хмельницького.

### Ідеологічні розбіжності зЦентральною Радою

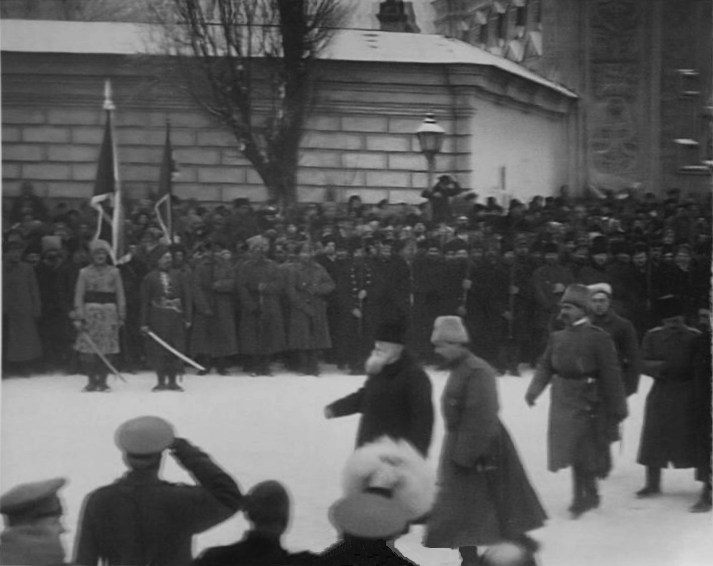
Михайло Грушевський приймає парад частин українського Вільного козацтва

У той самий час проблема створення національного війська з самого початку стала своєрідним вододілом серед українських політичних сил. У підходах до його створення склалися дві абсолютно протилежні концепції. Як показують подальші історичні події, це завдало значної шкоди військовому рухові та всій національно-визвольній боротьбі. Товариство полуботківців на чолі з Міхновським вважало, що військовий рух необхідно використати для створення сильної національної армії, яка зможе стати головною запорукою самостійності України. Соціалістична більшість Центральної Ради українську державність зводила лише до автономії України у федеративній Росії і тому заперечувала необхідність національної армії, доводячи непотрібність регулярного війська за умов демократизації суспільства. Відповідно до концепції лідерів Центральної Ради військо мало існувати для загальноросійських потреб лише доти, доки Росія не переможе у війні. На озброєння було взято ідею заміни постійного війська народною міліцією, що знайшло відбиток у відповідних офіційних партійних документах, які ще більше заплутували справу. Адже прийняті документи, з одного боку, висловлювали симпатії та підтримку національним домаганням вояків, а з іншого, — обмежували їхню радикальність. Це не просто дезорганізовувало український військовий рух, а позбавляло його кінцевої мети — створення національних Збройних сил. Лідери-соціалісти не хотіли бачити у війську сили, на яку можна було б спертися для розбудови української державності, недооцінювали сили українського військового руху, який, розгортаючись стихійно, набував широкого розмаху, відзначався революційністю і твердістю у відстоюванні національних інтересів.[джерело?]

## Ліквідація клубу імені Полуботка
У червні 1917 року силами Військового клубу імені Полуботка була сформована військова частина, яка проголосила себе Другим українським імені гетьмана Павла Полуботка козачим полком. Полк не був визнаний ані російською владою, ані Центральною Радою. Останню налякала поява у Києві самостійницького війська. Володимир Винниченко відвідав полк та закликав солдатів повернутися до своїх частин і вирушити на фронт. Також було дане розпорядження інтендантській службі припинити постачання продовольством, спорядженням, зброєю.
3-го липня 1917 року полуботківці виставили низку ультимативних вимог до Центральної Ради і Тимчасового уряду:
«Ми, українці-козаки не хочемо мати свободи лише на папері, або півсвободи. Після проголошення Першого Універсалу (Другого ми не визнаємо), ми приступаємо до заведення порядку в Україні. Для цього ми всіх росіян і ренеґатів, які гальмують роботу українців, скидаємо з їх постів силою, не рахуючись з Російським Урядом».
Центральна Рада відкинула самостійницькі вимоги полку імені гетьмана Павла Полуботка і вкотре закликала від'їхати на фронт захищати «єдину Росію».
У відповідь на це в ніч з 4-го (17-го) на 5-те (18-те) липня 1917 року полуботківці вдалися до спроби військового заколоту з метою проголошення незалежної України. Існував план повстання, імовірно, складений самим Міхновським, ризикований і певною мірою авантюрний. Вийшовши з казарм, полк здобув арсенал і частину центру Києва. Але виступ не підтримала Центральна Рада, яка ще сподівалася досягти української автономії політичним шляхом.
Володимир Винниченко віддав наказ силами полку імені Богдана Хмельницького, створеного самими ж полуботківцями, роззброїти повстанців. Також, окремим наказом командувача полку імені Хмельницького, Юрія Капкана, було звільнено з в'язниць російських військовиків, які за наказом військового коменданта Києва Оберучева оточили казарми полку імені Полуботка у Грушках і розпочали обстріл полуботківців з гармат та рушниць.
Центральна Рада ж через пресу ширила чутки про виступ полуботківців як про «бунт дезертирів, які боялися іти на фронт» і намагалися таким чином «врятувати свою шкуру».

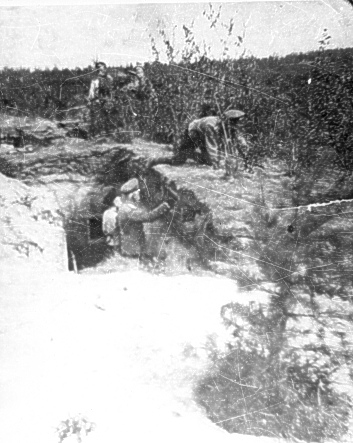
Війська Російської імперії на Румунському фронті

### Доля полуботківців
6 липня повстанці склали зброю, частину з них було заарештовано. Військова прокуратура розпочала слідство, яке тривало аж до жовтня. Керівники повстання, бачачи безпорадне становище, дали згоду, щоб полк імені гетьмана Павла Полуботка пішов на Румунський фронт і відзначившись, намагався «при першій нагоді залишити фронт» і пробиватися в Україну. Таким чином повстанці вбачали можливість змити із себе тавро боягузів.
На фронті їх відразу кинули у м'ясорубку. Полуботківці зазнали страшних втрат: станом на 9 лютого 1918 року полк імені Павла Полуботка становив 5 осіб.

### Доля богданівців
Що ж до богданівців, то їх було тяжко покарано — 13 липня 1917 року козачий полк імені гетьмана Богдана Хмельницького слідом за полуботківцями був відправлений на фронт. Біля станції Пост-Волинський, що за 6 км від Києва, їхній ешелон був несподівано, із засідки, розстріляний російськими кірасирами. Було вбито 16 козаків, 30 осіб поранено, усі інші — заарештовані та побиті.

## Наслідки діяльності
Очевидці відзначали, що український військовий рух у російській армії був революційніший, ніж усі «революційні» партії Центральної Ради і, мабуть, мав правильніші концепції щодо розгортання української національної революції та її успішного завершення, бо у ті часи навіть звичайний солдат розумів, що необхідно було негайно приступати до створення регулярної армії і з власною військовою силою будувати дальше майбутнє.
Історія Українського військового клубу імені гетьмана Павла Полуботка показує, що початок закладання підвалин українського національного війська та національного військового руху розпочали не найвпливовіші тоді політичні партії (УПСР, УПСФ, УСДРП), а політичні сили правого («самостійницького») табору. Їхнім кредо було будівництво міцної національної держави із сильним військом, яке б гарантувало її суверенітет.
Сучасні науковці дотримуються думки, що саме внаслідок діяльності партій «самостійницького» крила український військовий рух набрав радикального державницького характеру. Завдяки своїй активній роботі у військах, дислокованих в Україні, самостійники значною мірою спричинилися до популяризації та утвердження у свідомості сотень тисяч українських вояків почуття необхідності власної держави. Проте через свою нечисленність самостійникам не вдалося опанувати стихію українського військового руху, що вилилося у їхню слабкість перед соціалістичними партіями. Разом з тим праві партії підштовхнули Центральну Раду до рішучих кроків в утвердженні суверенітету України, особливо в питаннях військової політики, що й поставило їх в опозицію до Центральної Ради, а в керівництва Центральної Ради породило недовіру та підозру до заходів, організацій та військових формувань, що їх створювали самостійники.
У той же час Центральна Рада не могла не зважати на динамічний розвиток українського військового руху в армії, який визнавав її за свою вищу установу. Ігнорування такого руху було б її політичним самогубством. Тому невдовзі соціалістичні партії усвідомили важливість підсилення своїх позицій у війську, втримання провідної ролі серед військових організацій.